# Brock Cole
Pour les articles homonymes, voir Cole.
Brock Cole (né le 29 mai 1938 à Charlotte) est un auteur et illustrateur américain de littérature d'enfance et de jeunesse.

## Biographie
Né dans le Michigan, Brock Cole obtient un doctorat de philosophie à l'université du Minnesota. Il enseigne à l'université du Wisconsin avant de commencer à écrire des livres pour enfants.
En tant qu'illustrateur, il a illustré des romans comme L'Indien du placard de Lynne Reid Banks, ou Un chien à New York (Gully's Travels) de Tor Seidler.

## Œuvres

### Albums pour enfants
- The King at the Door (1979)
- No More Baths (1980)
- Nothing but a Pig (1981)
- The Winter Wren (1984)
- The Giant's Toe (1986)
- Alpha and the Dirty Baby (1991)
- Buttons (2000)
- Larky Mavis (2001)
- Fair Monaco (2003)
- Good Enough To Eat (2007)
- The Money We'll Save (2011)

### Livres pour adolescents
- The Goats (1987) ; traduction : Boucs émissaires, L'École des loisirs, 1988.
- Celine (1989) ; traduction : Céline, L'École des loisirs, 1990.
- The Facts Speak For Themselves (1997)